# Jarnell Stokes
Pour les articles homonymes, voir Stokes.
Jarnell D'Marcus Stokes, né le 7 janvier 1994 à Memphis, Tennessee (États-Unis), est un joueur américain de basket-ball. Il évolue aux postes d'ailier fort et pivot.

## Biographie

### Carrière universitaire
Entre 2011 et 2014, il est à l'université du Tennessee où il joue pour les Volunteers en NCAA.
Après sa saison de junior, sa troisième saison, il annonce sa candidature pour la draft 2014 de la NBA.

### Carrière professionnelle

#### Grizzlies de Memphis (2014–2015)
Le 26 juin 2014, Stokes est sélectionné à la 35e position de la draft 2014 de la NBA par le Jazz de l'Utah. Le soir de la draft, il est transféré chez les Grizzlies de Memphis. En juillet 2014, il participe à la NBA Summer League 2014 avec les Grizzlies. Lors de la Summer League d'Orlando, il réalise deux double-doubles en quatre matchs et termine avec des moyennes de 12,3 points et 9,0 rebonds en 26 minutes par match. Le 18 août 2014, il signe un contrat de plusieurs années avec Memphis.
Le 3 décembre 2014, il réalise son meilleur match de la saison en marquant 12 points lors de la défaite chez les Rockets de Houston. Durant sa première saison, son année rookie, il est envoyé plusieurs fois chez l'Energy de l'Iowa en D-League.

#### Heat de Miami (2015-2016)
Le 10 novembre 2015, Stokes est transféré, avec Beno Udrih, au Heat de Miami en échange de Mario Chalmers et James Ennis. Ce transfert réunit Stokes et son ancien coéquipier à Tennessee Josh Richardson. Le 20 janvier 2016, il fait ses débuts avec le Heat lors de la défaite 106 à 87 chez les Wizards de Washington où il marque quatre points en cinq minutes.
Durant sa deuxième année en NBA, son année de sophomore, il est envoyé plusieurs fois chez le Skyforce de Sioux Falls, l'équipe de D-League affililée au Heat de Miami. Le 29 janvier 2016, il est nommé dans l'équipe de l'Est pour participer au NBA D-League All-Star Game 2016.
Le 18 février 2016, Stokes est transféré, avec une somme d'argent, chez les Pelicans de La Nouvelle-Orléans en échange d'un second tour de draft 2018. Le lendemain, il est libéré par les Pelicans.

#### Skyforce de Sioux Falls (2016)
Le 27 février 2016, Stoke est choisi par le Skyforce de Sioux Falls. Il aide le Skyforce à réaliser la meilleure saison de son histoire avec un bilan de 40 victoires et 10 défaites en 2015-2016, leur permettant d'être premier de la conférence Est pour les playoffs. En 28 matches de saison régulière, Stokes est le meilleur marqueur et rebondeur de son équipe avec 20,6 points et 9,3 rebonds par match. Il est nommé MVP de D-League 2016. Stokes permet au Skyforce de terminer sa saison historique en remportant la finale deux matches à un contre les D-Fenders de Los Angeles. En plus de son titre de meilleur joueur de la saison, il reçoit celui du meilleur joueur de la finale et fait partie du meilleur cinq majeur de D-League.
Le 5 septembre 2016, il signe un contrat partiellement garanti avec les Nuggets de Denver pour participer au camp d'entraînement.

## Statistiques

### Universitaires
Les statistiques en matchs universitaires de Jarnell Stokes sont les suivantes :
| Saison    | Équipe    | Matchs | Titul. | Min./m | % Tir | % 3pts | % LF | Rbds/m. | Pass/m. | Int/m. | Ctr/m. | Pts/m. |
| --------- | --------- | ------ | ------ | ------ | ----- | ------ | ---- | ------- | ------- | ------ | ------ | ------ |
| 2011-2012 | Tennessee | 17     | 14     | 25,7   | 53,4  | 0,00   | 56,9 | 7,41    | 0,71    | 0,94   | 1,35   | 9,59   |
| 2012-2013 | Tennessee | 33     | 32     | 28,8   | 52,8  | 0,00   | 56,7 | 9,64    | 1,27    | 0,70   | 1,12   | 12,36  |
| 2013-2014 | Tennessee | 37     | 37     | 32,4   | 53,1  | 0,00   | 69,6 | 10,59   | 2,03    | 0,70   | 0,92   | 15,08  |
| Total     |           | 87     | 83     | 29,7   | 53,0  | 0,00   | 62,8 | 9,61    | 1,48    | 0,75   | 1,08   | 12,98  |

### Professionnels

#### Saison régulière NBA
| Saison    | Équipe  | Matchs | Titul. | Min./m | % Tir | % 3pts | % LF | Rbds/m. | Pass/m. | Int/m. | Ctr/m. | Pts/m. |
| --------- | ------- | ------ | ------ | ------ | ----- | ------ | ---- | ------- | ------- | ------ | ------ | ------ |
| 2014-2015 | Memphis | 19     | 2      | 6,6    | 56,8  | 0,0    | 53,6 | 1,79    | 0,21    | 0,26   | 0,26   | 3,00   |
| 2015–16   | Memphis | 2      | 0      | 2,2    | 0,0   | 0,0    | 0,0  | 1,00    | 0,00    | 0,00   | 0,00   | 0,00   |
| 2015–16   | Miami   | 5      | 0      | 2,8    | 0,0   | 0,0    | 50,0 | 0,40    | 0,20    | 0,20   | 0,00   | 1,40   |
| Total     |         | 26     | 2      | 5,6    | 57,1  | 0,0    | 53,3 | 1,46    | 0,19    | 0,23   | 0,19   | 2,46   |

#### D-League

##### Saison régulière
| Saison    | Équipe      | Matchs | Titul. | Min./m | % Tir | % 3pts | % LF | Rbds/m. | Pass/m. | Int/m. | Ctr/m. | Pts/m. |
| --------- | ----------- | ------ | ------ | ------ | ----- | ------ | ---- | ------- | ------- | ------ | ------ | ------ |
| 2014-2015 | Iowa        | 23     | 14     | 32,1   | 61,7  | 0,0    | 69,8 | 11,26   | 1,13    | 0,65   | 0,83   | 15,09  |
| 2015-2016 | Sioux Falls | 28     | 28     | 30,7   | 66,5  | 44,4   | 66,7 | 9,29    | 1,14    | 1,11   | 0,68   | 20,64  |
| Total     |             | 51     | 42     | 31,3   | 64,7  | 44,4   | 68,1 | 10,18   | 1,14    | 0,90   | 0,75   | 18,14  |

##### Playoffs
| Saison    | Équipe      | Matchs | Titul. | Min./m | % Tir | % 3pts | % LF | Rbds/m. | Pass/m. | Int/m. | Ctr/m. | Pts/m. |
| --------- | ----------- | ------ | ------ | ------ | ----- | ------ | ---- | ------- | ------- | ------ | ------ | ------ |
| 2015-2016 | Sioux Falls | 7      | 7      | 29,4   | 72,6  | 33,3   | 71,4 | 8,71    | 2,43    | 0,57   | 0,57   | 21,14  |
| Total     |             | 7      | 7      | 29,4   | 72,6  | 33,3   | 71,4 | 8,71    | 2,43    | 0,57   | 0,57   | 21,14  |

## Palmarès
- NBA D-League champion (2016)
- NBA D-League Finals MVP (2016)
- NBA D-League MVP (2016)
- All-NBA D-League First Team (2016)
- NBA D-League All-Star (2016)
- First team All-SEC (2014)
- Second team All-SEC (2013)
- All-SEC Freshman Team (2012)